# Cratere Shu
Shu è un cratere sulla superficie di Ganimede.